# Чемпионат Канады по кёрлингу среди мужчин 1975
Чемпионат Канады по кёрлингу среди мужчин 1975 (англ. 1975 Macdonald Brier) проводился в городе Фредериктон (провинция Нью-Брансуик) со 2 по 11 марта 1975 года. Турнир проводился в 46-й раз. В Нью-Брансуике чемпионат проводился в 3-й раз, в Фредериктоне — впервые.
Победитель получал право представлять Канаду (как «команда Канады»; англ. Team Canada) на чемпионате мира 1975, который проходил в марте 1975 в городе Перт (Шотландия).
В турнире приняло участие 12 команд, представляющих провинции и территории Канады.
Чемпионом стала (2-й раз в истории чемпионатов) команда, представляющая провинцию Северное Онтарио (для команды, которую возглавлял скип Билл Тетли, это была 1-я победа). Серебряные медали завоевали две команды: команда, представляющая провинцию Альберта (скип Clare DeBlonde), и команда, представляющая Северо-Западные территории и Юкон (скип Don Twa).
Впервые в чемпионате приняла участие команда, представляющая Северо-Западные территории и Юкон, доведя количество команд-участниц до 12; разделив 2-е место с командой Альберты, она добилась наилучшего результата за все участия в чемпионатах вплоть до настоящего времени.

## Формат соревнований
Команды играют между собой по круговой системе в один круг.

## Команды
| Команда                          | Четвёртый     | Третий          | Второй           | Первый           | Клуб                             |
| -------------------------------- | ------------- | --------------- | ---------------- | ---------------- | -------------------------------- |
| Альберта                         | Tom Reed      | Kevin Byrne     | Tony Rankel      | Lorne Reed       | St. Albert CC (Эдмонтон)         |
| Британская Колумбия              | Frank Beutle  | Don Wood        | Bob Partridge    | Ray Jones        | Penticton Granite CC (Penticton) |
| Квебек                           | Джим Урсел    | Арт Лобел       | Дон Эйткен       | Howie Atkinson   | St. Laurent CC (Мон-Руаяль)      |
| Манитоба                         | Род Хантер    | Майк Райли      | Doug Holmes      | Брайан Вуд       | Granite CC (Виннипег)            |
| Новая Шотландия                  | Dick Boyce    | Robert Margeson | Mike Currie      | Peter Comstock   | Dartmouth CC (Dartmouth)         |
| Нью-Брансуик                     | John Clark    | Dave Silliphant | Sheldon Palk     | John Cormier     | Capital WC (Фредериктон)         |
| Ньюфаундленд и Лабрадор          | Bob Cole      | Joe Power       | Lewis Andrews    | Andy Baird       | St. John’s CC (Сент-Джонс)       |
| Онтарио                          | Alex Scott    | Ted Brown       | Mike Boyd        | Tom Miller       | Cataraqui G&CC (Кингстон)        |
| Остров Принца Эдуарда            | Paul Fortier  | Don McRae       | David Kassner    | Don Callbeck     | Charlottetown CC (Шарлоттаун)    |
| Саскачеван                       | Харви Мазинке | Билл Мартин     | Джордж Ахтимичук | Дэн Клиппенштейн | Regina CC (Реджайна)             |
| Северное Онтарио                 | Билл Тетли    | Рик Лэнг        | Билл Ходжсон     | Питер Гнатив     | Fort William CC (Тандер-Бей)     |
| Северо-Западные территории/ Юкон | Don Twa       | Chuck Haines    | Kip Boyd         | Lionel Stokes    | Whitehorse CC (Уайтхорс)         |

(скипы выделены полужирным шрифтом)

## Итоговая классификация
| М  | Команда                                    | В | П  |
| -- | ------------------------------------------ | - | -- |
| 1  | Северное Онтарио (Билл Тетли)              | 9 | 2  |
| 2  | Альберта (Tom Reed)                        | 8 | 3  |
| 2  | Северо-Западные территории/ Юкон (Don Twa) | 8 | 3  |
| 4  | Саскачеван (Харви Мазинке)                 | 7 | 4  |
| 5  | Манитоба (Род Хантер)                      | 6 | 5  |
| 6  | Квебек (Джим Урсел)                        | 6 | 5  |
| 7  | Нью-Брансуик (John Clark)                  | 6 | 5  |
| 8  | Онтарио (Alex Scott)                       | 6 | 5  |
| 9  | Остров Принца Эдуарда (Paul Fortier)       | 4 | 7  |
| 10 | Новая Шотландия (Dick Boyce)               | 4 | 7  |
| 11 | Ньюфаундленд и Лабрадор (Bob Cole)         | 1 | 10 |
| 12 | Британская Колумбия (Frank Beutle)         | 1 | 10 |

## Награды
Команда всех звёзд (All-Stars team)
По результатам точности бросков (в процентах) игроков в матчах кругового этапа на каждой позиции определяется команда «всех звёзд».
| Четвёртый (скип)                           | Третий                   | Второй              | Первый                   |
| ------------------------------------------ | ------------------------ | ------------------- | ------------------------ |
| Don Twa · Северо-Западные территории/ Юкон | Билл Мартин · Саскачеван | Mike Boyd · Онтарио | Howard Atkinson · Квебек |

Ross Harstone Sportsmanship Award
(Приз имени Росса Хардстона за воплощение спортивного духа)
- Харви Мазинке ( Саскачеван)